# Championnat de Russie de football 2019-2020
Navigation
Édition précédente Édition suivante
CSKA Moscou
Dynamo Moscou
Lokomotiv Moscou
Spartak Moscou
La saison 2019-2020 de Premier-Liga est la vingt-huitième édition de la première division russe. C'est la neuvième édition à suivre un calendrier « automne-printemps » à cheval sur deux années civiles.
Elle démarre le 12 juillet 2019 avec pour date de fin initiale le 30 mai 2020, comprenant une trêve hivernale entre décembre 2019 et mars 2020. En raison de la pandémie de Covid-19 en Russie, la compétition est suspendue à partir du 17 mars 2020. De ce fait, la date de la fin de saison est reportée au 22 juillet 2020.
Les seize meilleurs clubs du pays sont regroupés au sein d'une poule unique où ils s'affrontent à deux reprises, à domicile et à l'extérieur, pour un total de 240 matchs.
En fin de saison, le premier au classement est sacré champion de Russie et se qualifie directement pour la phase de groupes de la Ligue des champions 2020-2021, accompagné par son dauphin tandis que le troisième obtient une place pour les barrages de la compétition. Le vainqueur de la Coupe de Russie 2019-2020 est quant à lui qualifié pour la phase de groupes de la Ligue Europa 2020-2021, tandis que le quatrième et le cinquième du championnat se qualifient respectivement pour le troisième et le deuxième tour de qualification de la compétition. Si le vainqueur de la Coupe est déjà qualifié pour une compétition européenne d'une autre manière, sa place est redistribuée en championnat et la sixième place devient également qualificative pour la Ligue Europa.
Dans le bas de classement, les deux derniers du classement sont directement relégués en deuxième division. À l'origine, il est prévu que le treizième et le quatorzième disputent un barrage de relégation face au troisième et au quatrième du deuxième échelon, mais cette phase est finalement annulée en raison de l'interruption liée au Covid-19 qui a notamment eu pour conséquence l'arrêt prématuré du championnat de deuxième division. De ce fait, seules les relégations directes sont maintenues après la reprise de la compétition.
Le Zénith Saint-Pétersbourg parvient à conserver son titre à l'issue de la saison, assurant sa sixième victoire en championnat avec quatre journées restantes et finissant par la suite avec un total de 72 points. Le reste du podium est identique à la saison précédente, le Lokomotiv Moscou finissant une fois de plus dauphin avec 57 points tandis que le FK Krasnodar complète le podium avec 52 unités. Ce trio se qualifie ainsi pour la Ligue des champions. Les places pour la Ligue Europa sont quant à elles occupées par le CSKA Moscou et le FK Rostov, respectivement quatrième et cinquième. Le Dynamo Moscou, sixième, se qualifie aussi par la suite après la victoire du Zénith en Coupe de Russie et la réattribution de la place qualificative associée au championnat.
Les joueurs du Zénith Saint-Pétersbourg Sardar Azmoun et Artyom Dziouba terminent tous les deux meilleurs buteurs de la compétition avec un total de 17 buts marqués chacun. Officiellement cependant, seul Azmoun est titré en vertu du nombre de penalties inscrits, en comptant un seul contre sept pour Dziouba. Ievgueni Loutsenko de l'Arsenal Toula complète le podium des buteurs avec quinze réalisations. Artyom Dziouba termine également meilleur passeur du championnat avec douze passes décisives.

## Participants
Un total de seize équipes participent au championnat, quatorze d'entre elles étant déjà présentes la saison précédente, auxquelles s'ajoutent deux promus de deuxième division que sont le FK Sotchi et le FK Tambov, qui remplacent l'Anji Makhatchkala et le Ienisseï Krasnoïarsk.
Parmi ces clubs, trois d'entre eux n'ont jamais quitté le championnat depuis sa fondation en 1992 : les trois équipes moscovites du CSKA, du Lokomotiv et du Spartak. En dehors de ceux-là, le Zénith Saint-Pétersbourg évolue continuellement dans l'élite depuis la saison 1996 tandis que le Rubin Kazan (2003), l'Akhmat Grozny (2008) et le FK Rostov (2009) sont présents depuis les années 2000.
Légende des couleurs
- Phase de groupes de la Ligue des champions 2019-2020
- Troisième tour de qualification de la Ligue des champions 2019-2020
- Phase de groupes de la Ligue Europa 2019-2020
- Troisième tour de qualification de la Ligue Europa 2019-2020
- Deuxième tour de qualification de la Ligue Europa 2019-2020
- Promu de deuxième division

| Club                     | Présent depuis | Classement 2018-2019 | Entraîneur               | Stade                                                                               | Capacité théorique |
| ------------------------ | -------------- | -------------------- | ------------------------ | ----------------------------------------------------------------------------------- | ------------------ |
| Zénith Saint-Pétersbourg | 1996           | 1                    | Sergueï Semak            | Stade Krestovski                                                                    | 64 287             |
| Lokomotiv Moscou         | 1992           | 2                    | Marko Nikolić            | Stade Lokomotiv                                                                     | 28 800             |
| FK Krasnodar             | 2011           | 3                    | Mourad Moussaïev         | Stade de Krasnodar                                                                  | 34 291             |
| CSKA Moscou              | 1992           | 4                    | Viktor Goncharenko       | VEB Arena                                                                           | 30 000             |
| Spartak Moscou           | 1992           | 5                    | Domenico Tedesco         | Otkrytie Arena                                                                      | 42 000             |
| Arsenal Toula            | 2016           | 6                    | Sergueï Podpaly          | Stade Arsenal (en)                                                                  | 20 048             |
| FK Orenbourg             | 2018           | 7                    | Konstantin Paramonov     | Stade Gazovik (en)                                                                  | 7 500              |
| Akhmat Grozny            | 2008           | 8                    | Igor Chalimov            | Akhmad Arena                                                                        | 30 597             |
| FK Rostov                | 2009           | 9                    | Valeri Karpine           | Rostov Arena                                                                        | 43 472             |
| Oural Iekaterinbourg     | 2014           | 10                   | Iouri Matveïev (intérim) | Stade central                                                                       | 25 000             |
| Rubin Kazan              | 2003           | 11                   | Leonid Sloutski          | Kazan Arena                                                                         | 45 379             |
| Dynamo Moscou            | 2017           | 12                   | Kirill Novikov           | VTB Arena                                                                           | 26 700             |
| Krylia Sovetov Samara    | 2018           | 13                   | Andreï Talalaïev         | Samara Arena                                                                        | 44 918             |
| FK Oufa                  | 2014           | 14                   | Vadim Ievseïev           | Stade Neftianik (en)                                                                | 15 234             |
| FK Tambov                | 2019           | 1 (D2)               | Sergueï Pervouchine (en) | Mordovia Arena (jusqu'en février 2020) Stade de Nijni Novgorod (après février 2020) | 43 958 45 000      |
| FK Sotchi                | 2019           | 2 (D2)               | Vladimir Fedotov         | Stade olympique Ficht                                                               | 45 000             |

### Changements d'entraîneur
| Club                  | Entraîneur partant         | Date de départ    | Position   | Entraîneur arrivant        | Date d'arrivée   |
| --------------------- | -------------------------- | ----------------- | ---------- | -------------------------- | ---------------- |
| Rubin Kazan           | Kurban Berdyev             | 5 juin 2019       | Pré-saison | Roman Charonov             | 6 juin 2019      |
| Spartak Moscou        | Oleg Kononov               | 29 septembre 2019 | 9e         | Domenico Tedesco           | 14 octobre 2019  |
| Akhmat Grozny         | Rashid Rahimov             | 30 septembre 2019 | 15e        | Igor Chalimov              | 1er octobre 2019 |
| Dynamo Moscou         | Dmitri Khokhlov            | 5 octobre 2019    | 15e        | Kirill Novikov             | 8 octobre 2019   |
| FK Tambov             | Aleksandr Grigoryan        | 19 octobre 2019   | 16e        | Sergueï Pervouchine (en)   | 21 octobre 2019  |
| FK Sotchi             | Aleksandr Totchiline       | 20 novembre 2019  | 16e        | Vladimir Fedotov           | 8 décembre 2019  |
| FK Orenbourg          | Vladimir Fedotov           | 8 décembre 2019   | 14e        | Konstantin Iemelianov (en) | 8 décembre 2019  |
| Rubin Kazan           | Roman Charonov             | 16 décembre 2019  | 13e        | Leonid Sloutski            | 19 décembre 2019 |
| Lokomotiv Moscou      | Iouri Siomine              | 31 mai 2020       | 2e         | Marko Nikolić              | 1er juin 2020    |
| FK Orenbourg          | Konstantin Iemelianov (en) | 31 mai 2020       | 13e        | Konstantin Paramonov       | 19 juin 2020     |
| Krylia Sovetov Samara | Miodrag Božović            | 28 juin 2020      | 16e        | Andreï Talalaïev           | 28 juin 2020     |
| Arsenal Toula         | Igor Tcherevtchenko        | 1er juillet 2020  | 10e        | Sergueï Podpaly            | 1er juillet 2020 |
| Oural Iekaterinbourg  | Dmytro Parfenov            | 19 juillet 2020   | 11e        | Iouri Matveïev (intérim)   | 20 juillet 2020  |

## Calendrier
Le calendrier de la Premier-Liga est publié le 7 juin 2019 par la Première Ligue russe (ru). Il s'agît de la huitième édition de la compétition suivant un calendrier « automne-printemps » à cheval sur deux années, format adopté par la fédération russe pour tous ses championnats professionnels en 2010. La compétition démarre ainsi officiellement le 12 juillet 2019 pour s'achever le 17 mai 2020. En raison de l'hiver russe très rugueux, celle-ci est entrecoupée d'une trêve hivernale allant du 8 décembre 2019 au 1er mars 2020. Les matchs de championnat se jouent généralement durant le week-end, bien que quelques journées soient placées en cours de semaine, tandis que les rencontres d'une journée sont généralement répartis sur une période de trois à quatre jours.
En raison de la pandémie de Covid-19 en Russie, la compétition est temporairement arrêtée entre le 17 mars, peu après la fin de la vingt-deuxième journée, et le 19 juin 2020. Les rencontres restantes sont par la suite jouées jusqu'au 22 juillet.
Peu après la fin du championnat auraient dû être disputés les barrages de promotion entre les deux derniers non-relégués de la première division et les deux premiers non-promus de la deuxième division les 21 et 24 mai 2020. En raison de l'interruption du championnat ainsi que de l'arrêt définitif du championnat de deuxième division, les barrages sont finalement annulés.
Le tableau suivant récapitule le calendrier prévisionnel du championnat pour la saison 2019-2020. Les tours de la coupe de Russie, de Ligue des champions et de Ligue Europa auxquels des clubs de Premier-Liga participent sont également indiqués. 

## Compétition

### Format
Le championnat se compose de seize équipes professionnelles qui s'affrontent chacune deux fois, à domicile et à l'extérieur, pour un total de trente matchs disputés pour chaque équipe. À l'issue de la saison, le premier au classement remporte la compétition et est désigné champion de Russie. Il obtient dans la foulée une place pour la phase de groupes de la Ligue des champions 2020-2021, de même pour le deuxième tandis que le troisième se qualifie pour les barrages de cette compétition. Le quatrième au classement devient quant à lui éligible pour une place dans le troisième tour de qualification de la Ligue Europa 2020-2021 tandis que le cinquième se qualifie pour le deuxième tour de qualification. Le vainqueur de la Coupe de Russie 2019-2020 se voit quant à lui attribuée une place directe pour la phase de groupes de la Ligue Europa. Si celui-ci est déjà qualifié pour une coupe d'Europe par un autre biais, sa place est réattribuée au quatrième du championnat, dont la qualification est réattribuée au cinquième tandis que la sixième position devient également qualificative.
De l'autre côté du classement, les deux derniers à l'issue de la saison sont directement relégués en deuxième division, tandis que le treizième et le quatorzième sont qualifiés pour les barrages de relégation, où ils affrontent le troisième et le quatrième de la division inférieure dans le cadre de confrontations en deux manches afin de déterminer les deux derniers participants à la saison 2020-2021. En raison de l'interruption liée à la pandémie de Covid-19 en Russie, les barrages de relégation sont finalement annulés.

### Critères de départage
Les équipes sont classées selon leur nombre de points. Ils se répartissent sur la base de trois points pour une victoire, un pour un match nul et zéro pour une défaite. Pour départager les équipes à égalité de points, les critères suivants sont utilisés :
1. Résultats lors des confrontations directes (points, matchs gagnés, différence de buts, buts marqués, buts marqués à l'extérieur) ;
2. Nombre de matchs gagnés ;
3. Différence de buts générale ;
4. Buts marqués ;
5. Buts marqués à l'extérieur ;

En cas d'égalité absolue entre deux équipes, même après application de ces critères de départage, deux situations se présentent :
1. Si le titre de champion, une place en coupe d'Europe ou la relégation sont en jeu, un match d'appui sur terrain neutre est disputé ;
2. Dans les autres cas, les deux équipes sont départagées par un tirage au sort.

Contrairement aux divisions inférieures, ce sont ici les confrontations directes qui priment dans le départage des équipes à égalité, là où le nombre de victoires est le critère principal dans les échelons inférieurs.

### Classement et résultats

#### Classement
| Rang | Équipe                       | Pts | J  | G  | N  | P  | Bp | Bc | Diff |
| ---- | ---------------------------- | --- | -- | -- | -- | -- | -- | -- | ---- |
| 1    | Zénith Saint-Pétersbourg T C | 72  | 30 | 22 | 6  | 2  | 65 | 18 | +47  |
| 2    | Lokomotiv Moscou S           | 57  | 30 | 16 | 9  | 5  | 41 | 29 | +12  |
| 3    | FK Krasnodar                 | 52  | 30 | 14 | 10 | 6  | 49 | 30 | +19  |
| 4    | CSKA Moscou                  | 50  | 30 | 14 | 8  | 8  | 43 | 29 | +14  |
| 5    | FK Rostov                    | 45  | 30 | 12 | 9  | 9  | 45 | 50 | -5   |
| 6    | Dynamo Moscou                | 41  | 30 | 11 | 8  | 11 | 27 | 30 | -3   |
| 7    | Spartak Moscou               | 39  | 30 | 11 | 6  | 13 | 35 | 33 | +2   |
| 8    | Arsenal Toula                | 38  | 30 | 11 | 5  | 14 | 37 | 41 | -4   |
| 9    | FK Oufa                      | 38  | 30 | 8  | 14 | 8  | 22 | 24 | -2   |
| 10   | Rubin Kazan ,                | 35  | 30 | 8  | 11 | 11 | 18 | 28 | -10  |
| 11   | Oural Iekaterinbourg         | 35  | 30 | 9  | 8  | 13 | 36 | 53 | -17  |
| 12   | FK Sotchi P                  | 33  | 30 | 8  | 9  | 13 | 40 | 39 | +1   |
| 13   | Akhmat Grozny                | 31  | 30 | 7  | 10 | 14 | 27 | 46 | -19  |
| 14   | FK Tambov P                  | 31  | 30 | 9  | 4  | 17 | 37 | 41 | -4   |
| 15   | Krylia Sovetov Samara        | 31  | 30 | 8  | 7  | 15 | 33 | 40 | -7   |
| 16   | FK Orenbourg                 | 27  | 30 | 7  | 6  | 17 | 28 | 52 | -24  |

Qualifications européennes
- 1er et 2e : phase de groupes
- 3e : barrages
- 4e : phase de groupes
- 5e : troisième tour de qualification
- 6e : deuxième tour de qualification

Relégation en deuxième division
- 15e et 16e : relégation

Abréviations
- T : Tenant du titre
- C : Vainqueur de la Coupe de Russie
- S : Vainqueur de la Supercoupe de Russie
- P : Promu de deuxième division

1. 1 2 3  N'est ici comptée que la période depuis la fondation du championnat russe en 1992, indépendamment de l'éventuelle présence dans l'ancien championnat soviétique dont il est le successeur.
2. 1 2  Aucun club de première division ne participant au-delà ce tour, les phases suivantes ne sont donc pas indiquées.
3. 1 2  Nombre de points obtenus lors des confrontations directes : Arsenal Toula 4 ; FK Oufa 1.
4. ↑  Le Rubin Kazan est suspendu de toutes compétitions européennes pour la saison suivante à la suite d'une sanction de l'UEFA[8].
5. 1 2  Nombre de points obtenus lors des confrontations directes : Rubin Kazan 4 ; Oural Iekaterinbourg 1.
6. 1 2 3  Nombre de points obtenus lors des confrontations directes : Akhmat Grozny 8 ; FK Tambov 4 et Krylia Sovetov Samara 4. Ces deux derniers sont départagés à la différence de buts lors de ces rencontres, avec 0 pour Tambov et -3 pour le Krylia Sovetov.

#### Résultats
| Résultats (▼dom., ►ext.)                                   | AKH | ARS | CSK | DYN | KRA | KRY | LOK | ORE | OUF | OUR | ROS  | RUB | SOT | SPA | TAM | ZEN |
| Akhmat Grozny                                              |     | 1-1 | 0-4 | 2-3 | 1-0 | 1-1 | 0-2 | 2-1 | 0-1 | 0-0 | 1-1  | 1-1 | 1-1 | 1-3 | 1-1 | 1-1 |
| Arsenal Toula                                              | 1-3 |     | 1-2 | 1-1 | 1-2 | 2-4 | 4-0 | 2-1 | 1-0 | 1-1 | 2-3  | 0-1 | 1-1 | 2-3 | 2-1 | 0-1 |
| CSKA Moscou                                                | 3-0 | 0-1 |     | 0-1 | 3-2 | 1-0 | 1-0 | 2-1 | 0-0 | 1-1 | 1-3  | 1-1 | 0-0 | 2-0 | 2-0 | 0-4 |
| Dynamo Moscou                                              | 1-1 | 0-1 | 0-0 |     | 1-1 | 2-0 | 1-2 | 0-1 | 0-0 | 2-0 | 2-1  | 0-1 | 2-3 | 0-2 | 1-0 | 0-2 |
| FK Krasnodar                                               | 4-0 | 2-0 | 1-1 | 0-2 |     | 4-2 | 1-1 | 1-1 | 2-0 | 3-0 | 2-2  | 1-0 | 3-0 | 2-1 | 0-0 | 2-4 |
| Krylia Sovetov Samara                                      | 2-4 | 2-3 | 2-0 | 0-0 | 0-0 |     | 1-2 | 1-1 | 0-1 | 2-3 | 0-0  | 0-0 | 3-0 | 1-2 | 2-0 | 0-2 |
| Lokomotiv Moscou                                           | 1-0 | 2-1 | 2-1 | 1-2 | 1-1 | 1-1 |     | 1-0 | 1-1 | 4-0 | 1-2  | 1-1 | 0-0 | 0-3 | 2-1 | 1-0 |
| FK Orenbourg                                               | 1-2 | 2-0 | 0-4 | 2-0 | 0-3 | 0-1 | 2-3 |     | 0-0 | 0-3 | 0-0  | 2-1 | 1-1 | 1-3 | 2-2 | 0-2 |
| FK Oufa                                                    | 0-1 | 0-0 | 1-1 | 0-1 | 2-3 | 2-1 | 1-1 | 1-2 |     | 1-1 | 2-0  | 0-0 | 1-1 | 1-0 | 2-1 | 1-0 |
| Oural Iekaterinbourg                                       | 3-0 | 1-3 | 0-3 | 2-1 | 2-4 | 1-3 | 0-1 | 1-2 | 3-2 |     | 2-2  | 1-2 | 3-1 | 0-0 | 2-1 | 1-3 |
| FK Rostov                                                  | 2-1 | 2-1 | 3-2 | 3-0 | 1-1 | 1-0 | 1-3 | 2-1 | 1-2 | 0-0 |      | 2-1 | 2-0 | 2-2 | 1-2 | 1-2 |
| Rubin Kazan                                                | 1-0 | 1-0 | 0-1 | 0-1 | 1-0 | 0-1 | 0-2 | 1-0 | 0-0 | 0-0 | 0-0  |     | 0-3 | 1-2 | 2-1 | 1-2 |
| FK Sotchi                                                  | 2-0 | 1-2 | 2-3 | 1-1 | 2-0 | 0-2 | 0-1 | 5-1 | 0-0 | 2-0 | 10-1 | 1-1 |     | 1-0 | 1-2 | 0-2 |
| Spartak Moscou                                             | 3-0 | 0-1 | 2-1 | 0-0 | 0-1 | 2-0 | 1-1 | 1-2 | 0-0 | 1-2 | 1-4  | 0-0 | 1-0 |     | 2-3 | 0-1 |
| FK Tambov                                                  | 1-2 | 0-1 | 0-2 | 0-2 | 0-2 | 3-0 | 2-3 | 3-0 | 3-0 | 1-2 | 2-1  | 0-0 | 3-0 | 2-0 |     | 1-2 |
| Zénith Saint-Pétersbourg                                   | 0-0 | 3-1 | 1-1 | 3-0 | 1-1 | 2-1 | 0-0 | 4-1 | 0-0 | 7-1 | 6-1  | 5-0 | 2-1 | 1-0 | 2-1 |     |
| - Victoire à domicile - Match nul - Victoire à l'extérieur |     |     |     |     |     |     |     |     |     |     |      |     |     |     |     |     |

## Résumé de la saison

### Première partie de saison

#### Vers une domination du Zénith - Journées 1 à 5
Démarrant officiellement le 12 juillet 2019, la première partie de saison s'étend à partir de là jusqu'à la trêve hivernale qui démarre à l'issue de la dix-neuvième journée disputée aux alentours du 10 décembre 2019. Jusqu'à cette date, le championnat se dispute les week-end de façon hebdomadaire, n'étant interrompu qu'à l'occasion des trêves internationales des mois de septembre, octobre et novembre.
La saison démarre avec la réception du Dynamo Moscou par l'Arsenal Toula, une rencontre qui se conclut sur un match nul un partout. Le reste de la première journée voit six matchs sur huit s'achever sur une victoire de l'équipe à domicile tandis que les deux autres se terminent sur des matchs nuls. Les résultats les plus notables sont la victoire 2-0 du Krylia Sovetov Samara à domicile face au CSKA Moscou, lui permettant de prendre la tête du classement, tandis que le FK Krasnodar chute sur la pelouse de l'Akhmat Grozny (0-1). Le Zénith Saint-Pétersbourg et le Spartak Moscou entament quant à eux la saison sur une victoire chacun face aux deux promus Tambov (2-1) et Sotchi (1-0), de même pour le FK Rostov et l'Oural Iekaterinbourg, vainqueurs d'Orenbourg (2-1) et d'Oufa (3-2), tandis que le Lokomotiv Moscou et le Rubin Kazan se neutralisent (1-1).
La deuxième journée est notamment marquée par la large victoire 3-0 de l'Oural Iekaterinbourg face à l'Akhmat Grozny, qui lui permet de devenir le nouveau leader au classement à l'issue de la journée, ne dépassant le Zénith, victorieux du FK Sotchi (2-0) qu'à la différence de buts. Dans le même temps, le Krylia Sovetov chute à domicile face à l'Arsenal Toula tandis que le FK Krasnodar parvient à remonter un déficit de deux buts pour l'emporter sur la pelouse du FK Oufa. Le Lokomotiv et le CSKA Moscou ainsi que le Rubin Kazan l'emportent quant à eux contre Tambov (2-1), Orenbourg (2-1) et le Dynamo Moscou (1-0) tandis que le Spartak Moscou concède le match nul à Rostov (2-2).
Vainqueur 2-0 à Orenbourg tandis que l'Oural chute sur la pelouse du Dynamo Moscou sur le même score, le Zénith Saint-Pétersbourg prend la première position à l'issue de la troisième journée du championnat. Il est suivi du FK Rostov et du Rubin Kazan, qui l'ont quant à eux emporté face à l'Arsenal Toula (3-2) et l'Akhmat Grozny (1-0). L'emportant largement 3-0 à domicile contre Sotchi, Krasnodar se place quant à lui quatrième tandis que le CSKA Moscou remporte le derby moscovite de semaine devant le Lokomotiv (1-0). La journée est également marquée par la première victoire du FK Tambov dans l'élite, qui parvient à se défaire du Spartak Moscou à domicile sur le score de 2-0.
La principale affiche de la quatrième journée est la réception du FK Krasnodar par le Zénith Saint-Pétersbourg, deux des principaux favoris au titre de champion, le 3 août. Alors que les deux équipes se neutralisent pendant une grande partie de la rencontre, les visiteurs parviennent finalement à ouvrir la marque par le biais d'un but contre son camp à la 80e minute avant qu'Artyom Dziouba ne permette au Zénith d'obtenir le match nul dans les derniers instants de la rencontre et de conserver sa place de leader (1-1). Pendant ce temps, le derby entre le Spartak et le Dynamo Moscou accouche d'un match nul et vierge tandis que le CSKA Moscou prend la deuxième position après sa victoire sur la pelouse du Rubin Kazan.
Victorieux sur la pelouse du Dynamo Moscou (2-0), le Zénith conserve sa première place à l'issue de la cinquième journée et profite du match nul du CSKA face au FK Sotchi pour accroître son avance au classement. Vainqueur du Krylia Sovetov (1-0), le FK Rostov prend quant à lui la deuxième position. S'ensuit quatre équipes pointant à 10 points : le CSKA Moscou, le Lokomotiv Moscou, large vainqueur de l'Oural Iekaterinbourg (4-0) ainsi que le FK Krasnodar et l'Arsenal Toula qui ont respectivement fait tomber le Rubin Kazan (1-0) et le FK Oufa (1-0). En bas de classement, le FK Orenbourg concède le match nul 2-2 à domicile face au FK Tambov et occupe la dernière position avec un seul point en cinq matchs, restant la seule équipe avec le FK Sotchi à n'avoir remportée aucune rencontre.

#### Un peloton de tête très serré - Journées 6 à 10
La sixième journée démarre par une confrontation de bas de classement entre Orenbourg et Sotchi le 16 août, qui se conclut sur un match nul un but partout. Profitant du match nul du Zénith face à l'Akhmat Grozny (0-0) ainsi que de la défaite de Rostov sur la pelouse du FK Oufa (0-2), le FK Krasnodar et le Lokomotiv Moscou battent respectivement le FK Tambov (2-0) et le Dynamo Moscou (2-1) pour monter sur le podium et revenir à un point du leader. Le deuxième derby moscovite de la journée voit quant à lui le Spartak battre le CSKA sur le score de 2-1 et remonter en quatrième position.
Dernière équipe encore invaincue, le Zénith tombe pour la première fois de la saison sur la pelouse du FK Oufa le 24 août lors de la septième journée (0-1). Ce revers est suivi de la confrontation entre le FK Krasnodar et le Lokomotiv Moscou qui se conclut par un match nul un partout, classant ainsi les trois équipes à égalité de points avec 14 pour chacune, Krasnodar prenant l'avantage grâce aux autres critères de départage. Elles sont par la suite rejointes par le FK Rostov et le Spartak Moscou, vainqueurs du Rubin Kazan (2-1) et du Krylia Sovetov (2-1), qui placent ainsi cinq équipes à égalité de points en tête du classement, tandis que le CSKA Moscou et l'Arsenal Toula l'emportent à domicile face à l'Akhmat Grozny (3-0) et le FK Orenbourg (2-1) et complètent un top 7 séparé par un seul point au terme de ce tour,,.
Cette situation se décante dès la journée suivante, qui voit notamment six de ces sept équipes s'affronter entre elles. Vainqueurs respectivement de l'Oural Iekaterinbourg (4-2), du Spartak Moscou (1-0) et du Lokomotiv Moscou (2-1), Krasnodar, le Zénith Saint-Pétersbourg et Rostov composent dans cet ordre le nouveau podium à l'issue du huitième tour, tandis que le CSKA Moscou l'emporte sur la pelouse de l'Arsenal Toula (2-1) et se place quatrième avec un point de retard. Dans le bas de classement, le FK Orenbourg et le FK Sotchi remportent quant à eux leurs premières victoires de la saison, respectivement contre Oufa (2-1) et le Rubin Kazan (3-0),. La neuvième journée ne voit que peu de changement en haut de classement, les cinq équipes du top 5 s'imposant tandis que le Spartak Moscou et l'Arsenal Toula connaissent une deuxième défaite d'affilée et décrochent du peloton de tête. Orenbourg enchaîne quant à lui une deuxième victoire d'affilée face au Rubin Kazan (2-1) et passe barragiste.
Démarrant par la victoire 1-0 du FK Oufa face au Spartak Moscou, qui subit sa troisième défaite d'affilée, la dixième journée est également marquée par la large victoire du Zénith Saint-Pétersbourg contre le Rubin Kazan (5-0), tandis que le Lokomotiv Moscou l'emporte sur la pelouse du FK Orenbourg (3-2) et que le FK Rostov chute à Tambov (1-2). Le grand choc de cette journée est la rencontre entre le CSKA Moscou et le FK Krasnodar le 22 septembre qui se conclut par la victoire des Moscovites sur le score de 3-2. Les autres matchs de ce tour voient le FK Sotchi l'emporter sur la pelouse du Dynamo Moscou (3-2) tandis que l'Arsenal Toula et l'Oural Iekaterinbourg (1-1) ainsi que l'Akhmat Grozny et le Krylia Sovetov Samara (1-1) se neutralisent,.
Marquant la fin du premier tiers du championnat, la dixième journée affiche ainsi un classement divisé en trois grands groupes resserrés, le premier étant le celui des cinq premiers avec le Zénith comme leader avec 23 points, suivi du CSKA Moscou qui compte 22 unités tandis que Rostov, Krasnodar et le Lokomotiv Moscou complètent le top 5 avec 20 points chacun. Le groupe de milieu de classement voit quant à lui l'Oural Iekaterinbourg, l'Arsenal Toula, Oufa et le Spartak Moscou pointer à un total de 14 points entre la sixième et la neuvième place. Le dernier groupe comporte les sept dernières équipes du championnat, le Rubin Kazan et le Dynamo Moscou dominant celui-ci avec 10 points, s'ensuit le FK Sotchi et l'Akhmat Grozny qui comptent 9 unités tandis que le Krylia Sovetov, Orenbourg et Tambov complètent le bas du classement avec 8 points tous les trois.

#### Le Zénith reprend la tête - Journées 11 à 15
La principale rencontre de la onzième journée est la réception du Zénith Saint-Pétersbourg par le Lokomotiv Moscou le 28 septembre. Celle-ci se conclut par une victoire 1-0 des Moscovites qui reviennent ainsi au niveau de leur adversaire du jour. Ce résultat profite également aux trois autres équipes du top 5, le CSKA Moscou ne ratant pas l'opportunité de prendre la tête du championnat après sa victoire 3-0 à Iekaterinbourg tandis que Rostov et Krasnodar l'emportent à domicile respectivement face au Dynamo Moscou (3-0) et l'Arsenal Toula (2-0) et reviennent au niveau du Zénith et du Lokomotiv. Vainqueur du Spartak Moscou (2-1), Orenbourg sort des places de relégables, de même pour le Krylia Sovetov et Sotchi qui l'emportent quant à eux face à Tambov (2-0) et l'Akhmat Grozny (2-0). Le dernier résultat de la journée voit le Rubin Kazan enchaîner un cinquième match sans victoire en concédant le nul sur sa pelouse face à Oufa (0-0),,. Ce tour voit également les premiers départs d'entraîneurs de la saison, Oleg Kononov du Spartak annonçant sa démission après avoir concédé une quatrième défaite d'affilée, de même pour Rashid Rahimov qui quitte son poste à l'Akhmat Grozny alors qu'une série de sept rencontres sans succès laisse le club en avant-dernière position. Ce dernier est remplacé dans la foulée par Igor Chalimov.
Le douzième tour du championnat débute le 5 octobre par les matchs des équipes de bas de classement, l'Akhmat Grozny mettant notamment un terme à sa série sans victoires sur la pelouse d'Oufa (1-0) tandis que le Rubin Kazan l'emporte chez lui contre Tambov et que le Krylia Sovetov Samara s'impose à Sotchi (2-0). Battu quant à lui 2-0 à Orenbourg, le Dynamo Moscou est le théâtre du troisième départ d'entraîneur en une semaine, Dmitri Khokhlov démissionnant de son poste alors que l'équipe moscovite est tombée en avant-dernière position avec dix points au compteur. Le lendemain voit cette fois les équipes du haut de classement s'affronter, et voit la fin du bref leadership du CSKA Moscou, qui est largement battu sur son terrain par Rostov sur le score de 3-1, tandis que le Zénith Saint-Pétersbourg s'impose sur le même score face à l'Oural Iekaterinbourg. Krasnodar bat quant à lui le Spartak Moscou (2-1), de même pour le Lokomotiv Moscou, qui l'emporte face à l'Arsenal Toula (2-1) et prend la tête du championnat pour la première fois de la saison. En raison de la trêve internationale, aucun match de championnat n'est joué la semaine suivante, tandis que le Spartak Moscou annonce la nomination de l'Allemand Domenico Tedesco au poste d'entraîneur.
La compétition reprend le 18 octobre sur la victoire du Lokomotiv Moscou sur la pelouse de l'Akhmat Grozny (2-0), lui permettant de conserver la première place à l'issue de la treizième journée. Le lendemain est marqué par le confrontation entre le Zénith Saint-Pétersbourg et le FK Rostov, qui se solde sur une large victoire des Pétersbourgeois sur le score de 6 buts à 1 et les place en deuxième position, profitant en effet des matchs nuls du FK Krasnodar et du CSKA Moscou sur les pelouses du Dynamo Moscou (1-1) et du FK Oufa (1-1) pour prendre une avance de deux points sur la troisième place. En deuxième partie de classement, le Spartak Moscou enchaîne un sixième match sans victoire en championnat en concédant le nul face au Rubin Kazan (0-0) tandis que le Krylia Sovetov Samara s'impose à Orenbourg (1-0) et remonte en sixième position. Battu 2-1 sur sa pelouse par l'Oural Iekaterinbourg, le dernier Tambov voit quant à lui le départ de son entraîneur Aleksandr Grigoryan, tandis que l'Arsenal Toula concède le match nul contre Sotchi (1-1).
Le tour suivant est marqué par deux derbys moscovites qui sont joués le 27 octobre, avec la réception du Spartak par le Lokomotiv et du Dynamo par le CSKA. Ce sont les deux équipes à l'extérieur, et les plus mal classées, qui sortent vainqueurs de ces confrontations, l'une l'emportant 3-0 contre le leader tandis que l'autre s'impose 1-0 et sort des places de relégation directe. Le Zénith Saint-Pétersbourg tire profit de la défaite du Lokomotiv en gagnant sur la pelouse du Krylia Sovetov (2-0) pour reprendre la première place, tandis que Rostov l'emporte contre Sotchi (2-0) et s'adjuge la deuxième position. Krasnodar concède quant à lui un deuxième match nul consécutif contre Orenbourg (1-1) et stagne à la quatrième place. Les autres résultats de la journée voient la lanterne rouge Tambov l'emporter contre Oufa (3-0) tandis que l'Akhmat Grozny est tenu en échec par l'Arsenal Toula (1-1) et que la rencontre entre le Rubin Kazan et l'Oural Iekaterinbourg débouche sur un match nul 0-0.
Marquant la fin de la phase aller, la quinzième journée voit l'intégralité du top 5 être tenu en échec, le Zénith Saint-Pétersbourg étant accroché par le CSKA Moscou (1-1) tandis que Krasnodar et Rostov se neutralisent (2-2) et que le Lokomotiv Moscou concède le nul à Oufa (1-1). Vainqueur sur la pelouse de Sotchi (2-1), Tambov quitte la dernière position aux dépens de son adversaire du jour et passer devant l'Akhmat Grozny, tenu en échec par le Dynamo Moscou, pour s'installer en place de barragiste. Les autres rencontres de la journée voient Orenbourg l'emporter à Iekaterinbourg (2-1), de même pour l'Arsenal Toula face au Spartak Moscou (1-0) tandis que Samara et Kazan font match nul (0-0).
Alors que la moitié des matchs de la saison ont été joués, le Zénith Saint-Pétersbourg se classe en première position avec 33 points, soit trois de plus que le duo Rostov-Lokomotiv Moscou qui occupent le reste du podium. Krasnodar s'établit en quatrième place avec 29 points tandis que le CSKA Moscou complète le peloton de tête avec 27 unités. Avec sept longueurs de retard sur la cinquième place, l'Arsenal Toula se place sixième avec 19 points, soit une unité de plus que le quatuor Krylia Sovetov Samara-Orenbourg-Spartak Moscou-Oural Iekaterinbourg, tandis qu'Oufa et le Rubin Kazan occupent les dernières places non-relégables avec 17 points. Le Dynamo Moscou est le premier relégable avec 15 unités, suivi du duo Tambov-Akhmat Grozny à une longueur derrière, tandis que le FK Sotchi est la lanterne rouge du championnat avec 13 points.

#### L'échappée du Zénith - Journées 16 à 19
La première journée de la phase retour voit le Zénith Saint-Pétersbourg renforcer sa position en tête du classement avec une victoire sur la pelouse de l'Arsenal Toula (1-0), profitant de la défaite de Rostov contre FK Tambov (1-2) et du match nul entre le Lokomotiv Moscou et Krasnodar (1-1) pour prendre une avance de cinq points sur la deuxième place occupée par le Lokomotiv. Dans le même temps, le CSKA Moscou s'impose à Sotchi (3-2) et revient au niveau du duo Krasnodar-Rostov. Vaincu par le Dynamo Moscou (0-1), le Rubin Kazan tombe dans la zone de relégation tandis que l'Akhmat Grozny concède le match nul contre l'Oural Iekaterinbourg (0-0). Les autres matchs du tour s'achèvent sur un match nul et vierge entre Orenbourg et Oufa tandis que le Spartak Moscou s'impose contre le Krylia Sovetov Samara (2-0). Tandis que le championnat n'est pas joué en raison de la trêve internationale, l'entraîneur de Sotchi Aleksandr Totchiline est démis de ses fonctions le 20 novembre.
Le dix-septième tour voit le Zénith continuer sur sa lancée en l'emportant sur la pelouse du Rubin Kazan (2-1), tandis que le Lokomotiv s'impose lui aussi à l'extérieur chez Tambov (3-2). Défait par le Dynamo Moscou et enchaînant un troisième match sans victoire (1-2), le FK Rostov passe en cinquième position après les victoires du CSKA Moscou et du FK Krasnodar face au Krylia Sovetov (1-0) et à l'Arsenal Toula (2-1) respectivement. Dans le bas de classement, l'Akhmat Grozny l'emporte à Orenbourg (2-1) tandis que le FK Sotchi fait match nul sur la pelouse d'Oufa (1-1). L'autre rencontre de la journée est le match nul et vierge entre l'Oural Iekaterinbourg et le Spartak Moscou.
La journée suivante est marquée par une nouvelle victoire du Zénith Saint-Pétersbourg, qui se défait du Spartak Moscou sur le score de 1-0, ce qui lui permet de profiter des faux pas de tout le reste du top 5, le Lokomotiv Moscou chutant à domicile contre le Dynamo Moscou (1-2), de même pour le CSKA Moscou contre l'Arsenal Toula (0-1), tandis que Krasnodar et Rostov sont tenus en échec par Tambov (0-0) et l'Oural Iekaterinbourg (0-0). Le Zénith accroît ainsi son avance sur la deuxième position à huit points à l'issue de ce tour. À noter par ailleurs le report de la rencontre entre le FK Sotchi et le FK Orenbourg à l'origine prévu au 1er décembre avant d'être finalement déplacé au 23 février 2020 en raison d'une épidémie d'amygdalite ayant touché une grande partie de l'effectif du club sotchien après le match de la semaine précédente à Oufa,.
Concluant l'année 2019, le dix-neuvième tour disputé les 6 et 8 décembre voit le Zénith remporter une quatrième victoire d'affilée contre le Dynamo Moscou (3-0) et profiter ainsi des faux pas d'une grande partie de ses poursuivants, Krasnodar et le CSKA Moscou se tenant tous les deux en échec (1-1) tandis que le Lokomotiv Moscou est lourdement battu sur la pelouse de l'Arsenal Toula (0-4). Rostov est le seul autre club du top 5 à s'imposer en l'emportant contre le Spartak Moscou (4-1). En bas de classement, Sotchi et le Rubin Kazan se tiennent en échec (1-1) tandis qu'Oufa l'emporte sur la pelouse de l'Akhmat Grozny (1-0). Enfin, le Krylia Sovetov et Orenbourg sont battus respectivement par l'Oural Iekaterinbourg (2-3) et Tambov (0-3), ce dernier club profitant de ce résultat pour sortir de la zone de relégation pour la première fois depuis la cinquième journée. À l'issue de ce tour, Sotchi annonce par ailleurs la nomination de Vladimir Fedotov, entraîneur d'Orenbourg, à sa tête le 8 décembre, celui-ci étant lui-même remplacé par son assistant Konstantin Iemelianov (en) le même jour.

#### Classement à la trêve hivernale
Alors que le championnat entame sa trêve hivernale de près de trois mois jusqu'au mois de mars 2020 et qu'il reste onze journées à jouer, le classement à l'issue de la première phase de la compétition est largement dominé Zénith Saint-Pétersbourg avec un total de 45 points, soit dix de plus que son dauphin le FK Krasnodar tandis que la troisième place est occupée par le FK Rostov qui cumule 34 unités, soit autant que le CSKA Moscou et le Lokomotiv Moscou qui complètent le top 5. Le sixième, l'Arsenal Toula compte quant à lui 25 points à ce stade de la compétition et domine le milieu de classement avec le FK Oufa, tandis que le Dynamo Moscou et le Oural Iekaterinbourg se placent tous les deux à une unité derrière. Le Spartak Moscou et le FK Tambov cumulent quant à eux 22 et 21 points respectivement, ce qui les placent à trois unités ou moins de la zone de relégation où se trouvent le trio Akhmat Grozny-FK Orenbourg-Rubin Kazan dénombrant chacun 19 points, tandis que ces deux derniers occupent les deux places de barragiste. Enfin, dans les places de relégation directe, le Krylia Sovetov Samara est classé avant-dernier avec 18 points tandis que le FK Sotchi est la lanterne rouge de la compétition au moment de la trêve avec 15 points, bien que comptant un match en moins.
| Rang | Équipe                     | Pts | J  | G  | N | P  | Bp | Bc | Diff |
| ---- | -------------------------- | --- | -- | -- | - | -- | -- | -- | ---- |
| 1    | Zénith Saint-Pétersbourg T | 45  | 19 | 14 | 3 | 2  | 37 | 9  | +28  |
| 2    | FK Krasnodar               | 35  | 19 | 9  | 8 | 2  | 33 | 20 | +13  |
| 3    | FK Rostov                  | 34  | 19 | 10 | 4 | 5  | 34 | 28 | +6   |
| 4    | CSKA Moscou                | 34  | 19 | 10 | 4 | 5  | 26 | 18 | +8   |
| 5    | Lokomotiv Moscou S         | 34  | 19 | 10 | 4 | 5  | 28 | 24 | +4   |
| 6    | Arsenal Toula              | 25  | 19 | 7  | 4 | 8  | 23 | 23 | 0    |
| 7    | FK Oufa                    | 25  | 19 | 6  | 7 | 6  | 16 | 17 | -1   |
| 8    | Dynamo Moscou              | 24  | 19 | 6  | 6 | 7  | 16 | 21 | -5   |
| 9    | Oural Iekaterinbourg       | 24  | 19 | 6  | 6 | 7  | 24 | 31 | -7   |
| 10   | Spartak Moscou             | 22  | 19 | 6  | 4 | 9  | 19 | 21 | -2   |
| 11   | FK Tambov P                | 21  | 19 | 6  | 3 | 10 | 23 | 26 | -3   |
| 12   | Akhmat Grozny              | 19  | 19 | 4  | 7 | 9  | 13 | 24 | -11  |
| 13   | Rubin Kazan                | 19  | 19 | 4  | 7 | 8  | 11 | 21 | -10  |
| 14   | FK Orenbourg               | 19  | 18 | 5  | 4 | 9  | 21 | 27 | -6   |
| 15   | Krylia Sovetov Samara      | 18  | 19 | 5  | 3 | 11 | 20 | 25 | -5   |
| 16   | FK Sotchi P                | 15  | 18 | 3  | 6 | 9  | 16 | 25 | -9   |

### Deuxième partie de saison

#### Trêve hivernale
En trêve pendant un peu moins de trois mois, le championnat de première division reprend officiellement lors de la vingtième journée qui démarre le 28 février 2020. La compétition retrouve à partir de là un rythme hebdomadaire le week-end, bien que comptant une dernière interruption lors de la trêve internationale de la fin du mois de mars. La compétition s'achève définitivement à l'issue de la trentième journée jouée le 17 mai 2020, après quoi sont disputés les barrages de relégation contre les équipes de deuxième division qui marquent la fin de la saison russe. Alors que la course pour le titre est considérée comme quasiment décidée en raison de la domination du Zénith Saint-Pétersbourg, les principaux enjeux de la deuxième partie de saison sont la lutte pour les places en Ligue des champions, qui concerne alors le reste du top 5, ainsi que celle pour le maintien,.
La trêve voit notamment le départ de Roman Charonov de son poste d'entraîneur du Rubin Kazan, treizième, durant le mois de décembre 2019 et son remplacement par Leonid Sloutski. En parallèle, le match en retard de la dix-huitième journée entre Sotchi et Orenbourg est dans un premier temps programmé au 23 février 2020, avant d'être reporté à nouveau au 11 mars.

#### Fin de trêve et suspension du championnat - Journées 20 à 22
La compétition reprend avec la rencontre entre le Krylia Sovetov Samara et le FK Orenbourg le 28 février 2020, qui se conclut sur un match nul 1-1. Parmi les autres rencontres de bas de classement, le FK Tambov et le Rubin Kazan se quittent sur un match nul et vierge tandis que l'Akhmat Grozny obtient également un résultat nul face à Rostov. Le FK Sotchi est quant à lui vaincu à domicile par l'Arsenal Toula (1-2). Dans le haut de classement, en plus du résultat de Rostov, le Zénith Saint-Pétersbourg et le Lokomotiv Moscou se neutralisent (0-0), de même pour le CSKA Moscou contre l'Oural Iekaterinbourg (1-1). Krasnodar est la seule équipe du top 5 à s'impose face au FK Oufa (2-0) et prend ainsi la deuxième place. Enfin, le vingtième tour est également le théâtre d'un derby moscovite entre le Dynamo et le Spartak, dont ce dernier sort vainqueur sur le score de 2-0.
La journée suivante voit Sotchi mettre fin à une série de six matchs sans victoire en l'emportant à domicile face à l'Oural Iekaterinbourg (2-0), ce qui lui permet de revenir à portée de l'Akhmat Grozny et du Rubin Kazan, battus respectivement par le Lokomotiv Moscou (0-1) et le Krylia Sovetov Samara (0-1). Cette dernière équipe profite par ailleurs de ce résultat pour rompre lui aussi une série sans victoire de sept rencontres et pour sortir de la zone de relégation aux dépens de Tambov, défait par le Dynamo Moscou (0-1). Orenbourg fait également sa sortie du groupe des relégables en l'emportant contre l'Arsenal Toula (2-0). Dans le haut de classement, la principale confrontation du tour voit Rostov l'emporter sur ses terres face au CSKA Moscou (3-2), ce dernier enchaînant alors un quatrième match sans victoire. Dans le même temps, Krasnodar s'impose sur la pelouse du Spartak Moscou (1-0) tandis que le Zénith Saint-Pétersbourg concède un deuxième match nul d'affilée face à Oufa (0-0) et voit son avance au classement être réduite à six points.
Disputée le 11 mars durant l'entre-deux-tours la rencontre en retard de la dix-huitième journée entre le FK Sotchi et le FK Orenbourg voit les Sotchiens remporter une deuxième victoire d'affilée sur le large score de 5-1, ce qui leur permet de remonter à la quatorzième position, laissant la dernière position à l'Akhmat Grozny. Cette série passe à trois victoires en une semaine quelques jours plus tard grâce à un succès 2-0 face à Krasnodar, qui leur permet de sortir de toutes positions relégables pour la première fois depuis la onzième journée. Dans le même temps, le FK Tambov s'impose largement face au Krylia Sovetov Samara (3-0) et sort lui aussi de la zone rouge tandis que le Rubin Kazan l'emporte contre l'Arsenal Toula (1-0) et remonte dans les places de barrages. Vaincu par le Dynamo Moscou (2-3), l'Akhmat Grozny reste dernier tandis qu'Orenbourg retombe dans la zone de relégation après sa défaite contre le Spartak Moscou (1-3). Dans le haut de classement, le Zénith Saint-Pétersbourg s'impose très largement contre l'Oural Iekaterinbourg sur le score de 7 buts à 1 et profite de la défaite de Krasnodar pour reprendre de l'avance au classement. La deuxième place est par ailleurs prise par le Lokomotiv Moscou qui s'impose sur la pelouse du FK Rostov (3-1) tandis que le CSKA Moscou connaît un cinquième match sans succès contre Oufa (0-0). Le championnat est suspendu quelques jours plus tard en raison de la pandémie mondiale de Covid-19 qui affecte alors également la Russie.
Le 15 mai 2020, la fédération russe de football met en place un plan de reprise de la compétition à partir du week-end du 21 juin dans la perspective d'une conclusion au 22 juillet 2020. En raison de l'arrêt définitif de la deuxième division, les barrages de relégation sont annulés et seuls les deux derniers seront relégués en fin de saison. La situation incertaine concernant la montée ou non du FK Khimki pourrait potentiellement réduire encore le nombre de relégations à seulement une pour le dernier du championnat.
En fin de contrat le 31 mai 2020, l'entraîneur du Lokomotiv Moscou Iouri Siomine, alors deuxième du championnat, quitte le club à la fin du mois de mai et est remplacé par Marko Nikolić pour la fin de saison. De même, le contrat de l'entraîneur du FK Orenbourg Konstantin Iemelianov (en) n'est pas prolongé et sa place est prise par Konstantin Paramonov.

#### Reprise de la compétition et victoire du Zénith Saint-Pétersbourg - Journée 23 à 26
Après plus de trois mois d'interruption, le championnat redémarre le 19 juin 2020 avec la vingt-cinquième journée. Peu avant cette reprise, l'équipe première du FK Rostov doit être mise en quarantaine en raison de la découverte de plusieurs cas de Covid-19 dans ses rangs. Le club est alors obligé d'aligner une équipe de jeunes dont l'âge moyen est de 17 ans et deux mois, la plus jeune de l'histoire de la compétition, face au FK Sotchi. La rencontre se termine sur la très large défaite des Rostoviens sur le score de 10-1, devenant dans la foulée le match le plus prolifique de l'histoire du championnat russe. En parallèle, l'Akhmat Grozny quitte sa position de dernier en l'emportant 4-2 sur la pelouse du Krylia Sovetov Samara, qui devient la nouvelle lanterne rouge,. Dans le même temps, le Zénith Saint-Pétersbourg s'impose largement sur les terres du CSKA Moscou (4-0) tandis que le Lokomotiv Moscou s'impose devant le FK Orenbourg dans une rencontre marquée par trois exclusions (1-0). Les autres résultats de ce tour voient le Rubin Kazan l'emporter à Iekaterinbourg (2-1), de même pour la Spartak Moscou sur la pelouse de l'Arsenal Toula (3-2). La rencontre entre le FK Krasnodar et le Dynamo Moscou est quant à elle reportée au 19 juillet alors que trois joueurs moscovites ont été infectés par le Covid-19,.
La journée suivante est elle aussi marquée par un nouveau match non-joué, le déplacement du FK Krasnodar sur la pelouse du FK Orenbourg étant finalement annulé en raison de la détection de cas de Covid-19 dans les rangs de ce dernier club et de la mise en quarantaine de l'équipe. La rencontre est par la suite comptée comme une défaite technique 3-0 en faveur de Krasnodar par décision de la fédération. Parmi les rencontres jouées, la confrontation entre le Zénith Saint-Pétersbourg, leader du championnat, et le Krylia Sovetov Samara, lanterne rouge, s'achève sur la victoire des premiers sur le score de 2 buts à 1. Cette défaite marque notamment la fin du mandat de l'entraîneur Miodrag Božović qui est remplacé dans la foulée par Andreï Talalaïev. En parallèle, le Lokomotiv Moscou enchaîne lui aussi sur la pelouse du Rubin Kazan (2-0) tandis que le FK Rostov s'impose devant l'Arsenal Toula (2-1). Le derby moscovite entre le CSKA et le Dynamo s'achève quant à lui sur un match nul (0-0), tout comme le match entre le Spartak Moscou et le FK Oufa (0-0) et celui entre l'Akhmat Grozny et le FK Sotchi (1-1). La dernière rencontre de ce tour voit enfin la victoire de l'Oural Iekaterinbourg face au FK Tambov (2-1).
Disputé en milieu de semaine entre le 31 juin et le 1er juillet, le vingt-cinquième tour est notamment marqué par le match nul du Lokomotiv Moscou, tenu en échec à domicile par le Krylia Sovetov Samara (1-1), suivi par la victoire du Zénith Saint-Pétersbourg sur les terres du FK Tambov (2-1), ces deux résultats permettant au leader de prendre une avance de onze points avec cinq journées restantes. L'autre rencontre principale de la journée est l'opposition entre le FK Krasnodar, troisième, et le FK Rostov, quatrième, les deux finissant par se neutraliser (1-1). Un autre derby moscovite est également disputé durant ce tour, celui-ci voyant cette fois le CSKA s'imposer face au Spartak sur le score de 2-0. Dans le bas de classement, le FK Oufa et le Rubin Kazan font match nul (0-0), de même que le FK Sotchi et le Dynamo Moscou (1-1) tandis que l'Akhmat Grozny s'impose sur le terrain de l'Arsenal Toula (3-1). Ce dernier résultat, qui porte la forme récente de l'Arsenal à cinq défaites consécutives, s'avère fatal pour l’entraîneur Igor Tcherevtchenko qui est limogé dans la foulée et remplacé par Sergueï Podpaly pour la fin de saison. Le FK Orenbourg est quant à lui à nouveau dans l'incapacité de disputer son match contre l'Oural Iekaterinbourg en raison de la mise en quarantaine de son équipe première, et se voit donc infligé une deuxième défaite technique d'affilée.
La lutte pour le titre s'achève définitivement à l'issue de la vingt-sixième journée, qui voit successivement le Lokomotiv Moscou concéder le match nul contre Sotchi (0-0) tandis que le Zénith Saint-Pétersbourg s'impose sur la pelouse de Krasnodar (4-2) pour remporter son sixième titre de champion avec une avance de treize points à quatre journées de la fin. Dans le reste du haut de classement, le CSKA Moscou remporte largement la victoire sur les terres de l'Akhmat Grozny (4-0) tandis que Rostov est tenu en échec à l'extérieur par le Krylia Sovetov Samara (0-0). L'Arsenal Toula met quant à lui un terme à sa série négative en s'imposant chez le Dynamo Moscou (1-0) alors que le Spartak Moscou est également battu chez lui par Tambov (3-2). Le Rubin Kazan enregistre la seule victoire à domicile du tour aux dépens d'Orenbourg (1-0). Enfin, la rencontre entre Oufa et l'Oural Iekaterinbourg s'achève sur un match nul 1-1.

#### Fin de championnat - Journées 27 à 30
La course au titre définitivement achevée, les dernières journées servent principalement à décider les futurs qualifiés pour les compétitions européennes pour la saison suivante et donc le classement du reste du top 5, le Lokomotiv Moscou et le FK Krasnodar se classant alors tous deux dans les places qualificatives pour la Ligue des champions à 49 et 45 points respectivement tandis que le FK Rostov et le CSKA Moscou se partagent les places en Ligue Europa avec 43 points chacun. L'identité du futur sixième pourrait également s'avérer importante en fonction du vainqueur de la finale de la coupe de Russie le 25 juillet. La course au maintien reste également en suspens, le FK Orenbourg et le Krylia Sovetov Samara étant les deux derniers à l’aube de la vingt-septième journée avec 23 et 24 points respectivement tandis que le reste des équipes hors des cinq premiers comptent entre 27 et 33 unités et ne sont donc pas encore mathématiquement sauvées.
Se déroulant en cours de semaine du 7 au 9 juillet, le vingt-septième tour voit notamment la large victoire du CSKA Moscou sur la pelouse d'Orenbourg (4-0), qui profite ainsi des défaites successives de Rostov contre Oufa (1-2) et de Krasnodar face au Rubin Kazan (0-1) pour prendre la troisième position, tandis que le Lokomotiv Moscou est quant à lui une fois de plus tenu en échec par le Spartak Moscou (1-1). Au niveau du bas de classement, l'Akhmat Grozny et le Krylia Sovetov Samara s'imposent tous les deux à l'extérieur aux dépens du FK Tambov (2-1) et l'Arsenal Toula (4-2), laissant ainsi Orenbourg à cinq points du maintien tandis que le Krylia Sovetov revient à un point du premier non-relégable. En parallèle, Sotchi est battu sur la pelouse du fraîchement titré Zénith Saint-Pétersbourg (1-2) tandis que l'Oural Iekaterinbourg l'emporte en fin de rencontre contre le Dynamo Moscou (2-1),.
La journée suivante est quant à elle marquée par de nombreux matchs nuls dans le haut de classement. Les plus notables sont ceux du CSKA Moscou et de Rostov, tenus en échec respectivement par le Rubin Kazan (1-1) et Orenbourg (0-0). Dans le même temps, le Lokomotiv Moscou connaît son quatrième résultat nul d'affilée contre Oufa (1-1) tandis que le Zénith Saint-Pétersbourg et l'Akhmat Grozny se neutralisent (1-1). Cette série de contre-performances profite ainsi à Krasnodar, net vainqueur de l'Oural Iekaterinbourg (3-0), qui retrouve sa troisième position et revient à trois points du deuxième. Les autres rencontres de ce tour voient quant à elles le Dinamo Moscou s'imposer à domicile face au Krylia Sovetov Samara (2-0), de même pour Sotchi devant le Spartak Moscou (1-0) et l'Arsenal Toula contre Tambov (1-0),.
Défait sur la pelouse du Zénith Saint-Pétersbourg lors de l'avant-dernière journée (1-4), le FK Orenbourg est définitivement assuré de finir dernier du championnat, comptant alors quatre points de retard sur le quinzième, et devient la première équipe reléguée. Dans le reste du bas de classement, l'Akhmat Grozny est nettement battu par le Spartak Moscou (0-3) tandis que le Krylia Sovetov Samara accroche Krasnodar (0-0). Le match entre le FK Tambov et le FK Sotchi est quant à lui annulé après la détection de plusieurs cas de Covid-19 dans l'effectif de ce dernier club. De la même façon que dans les cas précédents, la rencontre est par la suite décomptée comme une défaite technique pour Sotchi, ce qui a pour conséquence d'assurer le maintien de Tambov ainsi que la quinzième place du Krylia Sovetov qui est théoriquement relégué en attendant la décision finale concernant la promotion ou non du FK Khimki. Dans le milieu de tableau, le Dynamo Moscou parvient à prendre la sixième position après sa victoire sur la pelouse d'Oufa (1-0), étant alors talonné par ce dernier ainsi que le Spartak et l'Arsenal Toula, vainqueur de l'Oural Iekaterinbourg (3-1). Au niveau du top 5, en plus du match nul de Krasnodar, le Lokomotiv Moscou assure définitivement sa qualification pour la Ligue des champions en battant le CSKA Moscou pour le dernier derby moscovite de la saison (2-1) tandis que Rostov perd toute chance de se qualifier pour cette compétition après avoir été tenu en échec par le Rubin Kazan (0-0),.
Disputé le 19 juillet, le match en retard de la vingt-troisième journée entre Krasnodar et le Dynamo Moscou voit la victoire à l'extérieur des Moscovites sur le score de 2 à 0. Ce résultat a pour double conséquence d'assurer définitivement la sixième position du Dynamo ainsi que la place de dauphin du Lokomotiv Moscou à l'aube de la dernière journée. Ce même jour voit également le dernier changement d'entraîneur de la saison, Dmytro Parfenov de l'Oural Iekaterinbourg quittant en effet ses fonctions à la suite de la défaite de son équipe lors des demi-finales de la Coupe de Russie contre le FK Khimki, pensionnaire de la deuxième division, l'intérim étant assuré par Iouri Matveïev pour le dernier match.
Le dernier tour du championnat est disputé le mercredi 22 juillet 2020 et ne voit que sept rencontres être jouées, le FK Sotchi s’avérant une fois de plus incapable de jouer son match contre le Krylia Sovetov Samara et concédant ainsi une nouvelle défaite technique. Le Krylia Sovetov voit par ailleurs sa relégation définitivement confirmée après l'annonce de la participation de Khimki pour la saison 2020-2021. Après les résultats des dernières journées, le dernier enjeu restant est l'attribution de la troisième place qualificative pour la Ligue des champions, alors occupée par Krasnodar avec 49 points et suivi par le CSKA Moscou, quatrième à 47 unités, tandis que les deux jouent à domicile contre l'Akhmat Grozny et le FK Tambov respectivement. Le FK Rostov, qui reçoit le Zénith Saint-Pétersbourg, a quant à lui la possibilité de prendre la quatrième place, n'étant qu'à deux points du CSKA, qui lui permettrait de démarrer à un stade plus avancé dans la Ligue Europa. À l'issue de la journée, cette configuration ne change finalement pas, Krasnodar s'assurant la dernière marche du podium en s'imposant largement 4-0, tandis que le CSKA l'emporte 2-0 et que Rostov est battu 2-1. Avec ce dernier résultat, le Zénith termine par ailleurs la saison avec un total de 72 points, soit de 15 de plus que le Lokomotiv Moscou, victorieux sur les terres d'Oufa (1-0), établissant un nouveau record d'avance. De plus, buteur lors de la dernière journée, le joueur du Zénith Sardar Azmoun rejoint son coéquipier Artyom Dziouba en tête du classement des buteurs avec 17 buts marqués mais est couronné meilleur buteur à la faveur du nombre de penalties inscrits, en comptant un seul contre sept pour Dziouba.
La victoire du Zénith Saint-Pétersbourg en finale de la Coupe de Russie le 25 juillet a pour conséquence la réattribution de la place européenne liée à ce titre au championnat. De ce fait, le CSKA Moscou se qualifie directement pour la phase de groupes de la Ligue Europa 2020-2021, tandis que le FK Rostov fait son entrée au troisième tour de qualification, de même pour le Dynamo Moscou, sixième, qui se qualifie pour le deuxième tour.

## Statistiques

### Leader par journée
La frise suivante montre l'évolution des équipes ayant successivement occupé la première place :

### Lanterne rouge par journée
La frise suivante montre l'évolution des équipes ayant successivement occupé la dernière place :

### Domicile et extérieur
| Rang | Équipe                   | Pts | J  | G  | N | P | Bp | Bc | Diff |
| ---- | ------------------------ | --- | -- | -- | - | - | -- | -- | ---- |
| 1    | Zénith Saint-Pétersbourg | 35  | 15 | 10 | 5 | 0 | 37 | 9  | +28  |
| 2    | FK Krasnodar             | 29  | 15 | 8  | 5 | 2 | 28 | 14 | +14  |
| 3    | FK Rostov                | 27  | 15 | 8  | 3 | 4 | 23 | 18 | +5   |
| 4    | Lokomotiv Moscou         | 26  | 15 | 7  | 5 | 3 | 19 | 14 | +5   |
| 5    | CSKA Moscou              | 25  | 15 | 7  | 4 | 4 | 17 | 14 | +3   |
| 6    | FK Sotchi                | 21  | 15 | 6  | 3 | 6 | 28 | 16 | +12  |
| 7    | FK Oufa                  | 21  | 15 | 5  | 6 | 4 | 15 | 13 | +2   |
| 8    | FK Tambov                | 19  | 15 | 6  | 1 | 8 | 21 | 17 | +4   |
| 9    | Rubin Kazan              | 18  | 15 | 5  | 3 | 7 | 8  | 13 | -5   |
| 10   | Oural Iekaterinbourg     | 17  | 15 | 5  | 2 | 8 | 22 | 28 | -6   |
| 11   | Spartak Moscou           | 16  | 15 | 4  | 4 | 7 | 14 | 16 | -2   |
| 12   | Dynamo Moscou            | 16  | 15 | 4  | 4 | 7 | 12 | 15 | -3   |
| 13   | Arsenal Toula            | 15  | 15 | 4  | 3 | 8 | 21 | 24 | -3   |
| 14   | Krylia Sovetov Samara    | 14  | 15 | 3  | 5 | 7 | 16 | 18 | -2   |
| 15   | Akhmat Grozny            | 14  | 15 | 2  | 8 | 5 | 13 | 21 | -8   |
| 16   | FK Orenbourg             | 13  | 15 | 3  | 4 | 8 | 13 | 25 | -12  |

| Rang | Équipe                   | Pts | J  | G  | N | P | Bp | Bc | Diff |
| ---- | ------------------------ | --- | -- | -- | - | - | -- | -- | ---- |
| 1    | Zénith Saint-Pétersbourg | 37  | 15 | 12 | 1 | 2 | 28 | 9  | +19  |
| 2    | Lokomotiv Moscou         | 31  | 15 | 9  | 4 | 2 | 22 | 15 | +7   |
| 3    | CSKA Moscou              | 25  | 15 | 7  | 4 | 4 | 26 | 15 | +11  |
| 4    | Dynamo Moscou            | 25  | 15 | 7  | 4 | 4 | 15 | 15 | 0    |
| 5    | Spartak Moscou           | 23  | 15 | 7  | 2 | 6 | 21 | 17 | +4   |
| 6    | FK Krasnodar             | 23  | 15 | 6  | 5 | 4 | 21 | 16 | +5   |
| 7    | Arsenal Toula            | 23  | 15 | 7  | 2 | 6 | 16 | 17 | -1   |
| 8    | FK Rostov                | 18  | 15 | 4  | 6 | 5 | 21 | 32 | -11  |
| 9    | Oural Iekaterinbourg     | 18  | 15 | 4  | 6 | 5 | 14 | 25 | -11  |
| 10   | Krylia Sovetov Samara    | 17  | 15 | 5  | 2 | 8 | 17 | 22 | -5   |
| 11   | Akhmat Grozny            | 17  | 15 | 5  | 2 | 8 | 14 | 25 | -11  |
| 12   | FK Oufa                  | 17  | 15 | 3  | 8 | 4 | 7  | 11 | -4   |
| 13   | Rubin Kazan              | 17  | 15 | 3  | 8 | 4 | 10 | 15 | -5   |
| 14   | FK Orenbourg             | 14  | 15 | 4  | 2 | 9 | 15 | 27 | -12  |
| 15   | FK Tambov                | 12  | 15 | 3  | 3 | 9 | 16 | 24 | -8   |
| 16   | FK Sotchi                | 12  | 15 | 2  | 6 | 7 | 12 | 23 | -11  |

### Évolution du classement
Le tableau suivant récapitule le classement au terme de chacune des journées définies par le calendrier officiel, les matchs joués en retard sont pris en compte la journée suivante. Les équipes ayant un ou plusieurs matchs en retard sont indiqués en gras et italique.
Les treizième et quatorzième places ne sont officiellement plus qualificatives pour les barrages à partir de la vingt-troisième journée.
| Journées → | 1  | 2  | 3  | 4  | 5  | 6  | 7  | 8  | 9  | 10 | 11 | 12 | 13 | 14 | 15 | 16 | 17 | 18 | 19 | 20 | 21 | 22 | 23 | 24 | 25 | 26 | 27 | 28 | 29 | 30 | 1er | Barr. | Rel. |
| ---------- | -- | -- | -- | -- | -- | -- | -- | -- | -- | -- | -- | -- | -- | -- | -- | -- | -- | -- | -- | -- | -- | -- | -- | -- | -- | -- | -- | -- | -- | -- | --- | ----- | ---- |
| Akhmat     | 6  | 11 | 14 | 9  | 10 | 11 | 12 | 12 | 12 | 13 | 15 | 14 | 14 | 15 | 15 | 15 | 13 | 11 | 12 | 12 | 15 | 16 | 14 | 14 | 13 | 14 | 13 | 13 | 13 | 13 |     | 5     | 6    |
| Arsenal    | 10 | 3  | 8  | 6  | 5  | 8  | 7  | 7  | 7  | 7  | 8  | 7  | 11 | 10 | 6  | 7  | 9  | 7  | 6  | 6  | 6  | 7  | 9  | 9  | 11 | 10 | 11 | 10 | 7  | 8  |     |       |      |
| CSKA       | 16 | 10 | 6  | 2  | 3  | 6  | 6  | 4  | 4  | 2  | 1  | 5  | 5  | 5  | 5  | 4  | 3  | 4  | 4  | 4  | 5  | 5  | 5  | 5  | 5  | 5  | 3  | 4  | 4  | 4  | 1   |       | 1    |
| Dynamo     | 8  | 12 | 7  | 10 | 11 | 13 | 11 | 11 | 11 | 11 | 14 | 15 | 15 | 13 | 13 | 11 | 7  | 6  | 8  | 10 | 7  | 6  | 7  | 7  | 8  | 8  | 10 | 7  | 6  | 6  |     | 3     | 2    |
| Krasnodar  | 14 | 9  | 4  | 4  | 4  | 3  | 1  | 1  | 1  | 4  | 4  | 3  | 3  | 4  | 4  | 5  | 4  | 3  | 2  | 2  | 2  | 3  | 3  | 3  | 3  | 3  | 4  | 3  | 3  | 3  | 3   | 1     |      |
| Krylia     | 1  | 8  | 11 | 13 | 14 | 12 | 13 | 13 | 14 | 16 | 11 | 10 | 6  | 8  | 7  | 12 | 12 | 13 | 15 | 15 | 12 | 15 | 16 | 16 | 15 | 15 | 15 | 15 | 15 | 15 | 1   | 6     | 12   |
| Lokomotiv  | 9  | 6  | 9  | 7  | 6  | 2  | 4  | 5  | 5  | 5  | 2  | 1  | 1  | 3  | 3  | 2  | 2  | 2  | 5  | 5  | 4  | 2  | 2  | 2  | 2  | 2  | 2  | 2  | 2  | 2  | 2   |       |      |
| Orenbourg  | 12 | 14 | 15 | 16 | 16 | 16 | 16 | 15 | 13 | 14 | 12 | 8  | 12 | 12 | 8  | 8  | 10 | 12 | 14 | 14 | 11 | 13 | 15 | 15 | 16 | 16 | 16 | 16 | 16 | 16 |     | 6     | 14   |
| Oufa       | 11 | 13 | 13 | 12 | 13 | 10 | 10 | 10 | 9  | 8  | 6  | 6  | 8  | 11 | 11 | 10 | 11 | 8  | 7  | 8  | 8  | 9  | 8  | 8  | 7  | 6  | 6  | 6  | 8  | 9  |     | 3     |      |
| Oural      | 2  | 1  | 5  | 5  | 9  | 9  | 8  | 8  | 8  | 6  | 7  | 9  | 7  | 6  | 10 | 9  | 8  | 10 | 9  | 7  | 9  | 10 | 12 | 10 | 9  | 9  | 7  | 8  | 11 | 11 | 1   |       |      |
| Rostov     | 3  | 4  | 2  | 3  | 2  | 5  | 3  | 3  | 3  | 3  | 3  | 2  | 4  | 2  | 2  | 3  | 5  | 5  | 3  | 3  | 3  | 4  | 4  | 4  | 4  | 4  | 5  | 5  | 5  | 5  |     |       |      |
| Rubin      | 7  | 7  | 3  | 8  | 8  | 7  | 9  | 9  | 10 | 10 | 13 | 11 | 9  | 9  | 12 | 13 | 14 | 14 | 13 | 13 | 14 | 14 | 11 | 12 | 12 | 12 | 9  | 9  | 10 | 10 |     | 8     |      |
| Sotchi     | 15 | 16 | 16 | 15 | 15 | 15 | 15 | 14 | 15 | 12 | 10 | 13 | 13 | 14 | 16 | 16 | 16 | 16 | 16 | 16 | 16 | 12 | 10 | 11 | 10 | 11 | 12 | 12 | 12 | 12 |     | 4     | 15   |
| Spartak    | 5  | 5  | 10 | 11 | 7  | 4  | 2  | 6  | 6  | 9  | 9  | 12 | 10 | 7  | 9  | 6  | 6  | 9  | 10 | 9  | 10 | 8  | 6  | 6  | 6  | 7  | 8  | 11 | 9  | 7  |     |       |      |
| Tambov     | 13 | 15 | 12 | 14 | 12 | 14 | 14 | 16 | 16 | 15 | 16 | 16 | 16 | 16 | 14 | 14 | 15 | 15 | 11 | 11 | 13 | 11 | 13 | 13 | 14 | 13 | 14 | 14 | 14 | 14 |     | 7     | 10   |
| Zénith     | 4  | 2  | 1  | 1  | 1  | 1  | 5  | 2  | 2  | 1  | 5  | 4  | 2  | 1  | 1  | 1  | 1  | 1  | 1  | 1  | 1  | 1  | 1  | 1  | 1  | 1  | 1  | 1  | 1  | 1  | 22  |       |      |

1. ↑  Le match de la dix-huitième journée entre le FK Sotchi et le FK Orenbourg est reporté en raison d'une épidémie d'amygdalite ayant affecté l'effectif du club sotchien. La rencontre est rattrapée entre la vingt-et-unième et la vingt-deuxième journée.
2. ↑  Le match de la vingt-troisième journée entre le FK Krasnodar et le Dynamo Moscou est reporté en raison de la détection de plusieurs cas de Covid-19 dans l'effectif moscovite. La rencontre sera rattrapée entre la vingt-neuvième et la trentième journée.

## Distinctions individuelles
| Rang | Joueur              | Club                                 | Buts | Pen. |
| ---- | ------------------- | ------------------------------------ | ---- | ---- |
| 1    | Sardar Azmoun       | Zénith Saint-Pétersbourg             | 17   | 1    |
| 2    | Artyom Dziouba      | Zénith Saint-Pétersbourg             | 17   | 7    |
| 3    | Ievgueni Loutsenko  | Arsenal Toula                        | 15   | 0    |
| 4    | Aleksandr Sobolev   | Krylia Sovetov Samara Spartak Moscou | 12   | 2    |
| 4    | Nikola Vlašić       | CSKA Moscou                          | 12   | 2    |
| 6    | Alekseï Miranchuk   | Lokomotiv Moscou                     | 12   | 7    |
| 7    | Eldor Shomurodov    | FK Rostov                            | 11   | 0    |
| 8    | Marcus Berg         | FK Krasnodar                         | 9    | 0    |
| 8    | Grzegorz Krychowiak | Lokomotiv Moscou                     | 9    | 0    |
| 10   | Đorđe Despotović    | FK Orenbourg                         | 8    | 1    |
| 10   | Fiodor Chalov       | CSKA Moscou                          | 8    | 1    |

| Rang | Joueur            | Club                     | Passes |
| ---- | ----------------- | ------------------------ | ------ |
| 1    | Artyom Dziouba    | Zénith Saint-Pétersbourg | 12     |
| 2    | Zelimkhan Bakaïev | Spartak Moscou           | 9      |
| 3    | Sergueï Tkatchiov | Arsenal Toula            | 8      |
| 3    | Anton Zinkovski   | Krylia Sovetov Samara    | 8      |
| 5    | Sardar Azmoun     | Zénith Saint-Pétersbourg | 7      |
| 5    | Alekseï Ionov     | FK Rostov                | 7      |
| 7    | Eldor Shomurodov  | FK Rostov                | 6      |
| 8    | Nikolay Dimitrov  | Oural Iekaterinbourg     | 5      |
| 8    | Denys Kulakov     | Oural Iekaterinbourg     | 5      |
| 8    | Andreï Mostovoï   | FK Sotchi                | 5      |
| 8    | Ivan Obliakov     | CSKA Moscou              | 5      |
| 8    | Nikola Vlašić     | CSKA Moscou              | 5      |

### Récompenses mensuelles
| Mois      | Joueur du mois      | Joueur du mois           | Entraîneur du mois       | Entraîneur du mois       |
| Mois      | Joueur              | Club                     | Entraîneur               | Club                     |
| --------- | ------------------- | ------------------------ | ------------------------ | ------------------------ |
| Juillet   | Aleksandr Sobolev   | Krylia Sovetov Samara    | Valeri Karpine           | FK Rostov                |
| Août      | Eldor Shomurodov    | FK Rostov                | Valeri Karpine           | FK Rostov                |
| Septembre | Grzegorz Krychowiak | Lokomotiv Moscou         | Viktor Goncharenko       | CSKA Moscou              |
| Octobre   | Artyom Dziouba      | Zénith Saint-Pétersbourg | Sergueï Semak            | Zénith Saint-Pétersbourg |
| Novembre  | Vladimir Oboukhov   | FK Tambov                | Sergueï Pervouchine (en) | FK Tambov                |
| Décembre  | Ievgueni Loutsenko  | Arsenal Toula            | Igor Tcherevtchenko      | Arsenal Toula            |
| Mars      | Aleksandr Kokorin   | FK Sotchi                | Vladimir Fedotov         | FK Sotchi                |
| Juin      | Alekseï Miranchuk   | Lokomotiv Moscou         | Sergueï Semak            | Zénith Saint-Pétersbourg |
| Juillet   | Nikola Vlašić       | CSKA Moscou              | Sergueï Semak            | Zénith Saint-Pétersbourg |

### Récompenses de la saison
| Meilleur entraîneur   | Meilleur entraîneur      | Meilleur joueur  | Meilleur joueur          | Meilleur gardien de but          | Meilleur gardien de but   |
| Entraîneur            | Club                     | Joueur           | Club                     | Joueur                           | Club                      |
| --------------------- | ------------------------ | ---------------- | ------------------------ | -------------------------------- | ------------------------- |
| Sergueï Semak         | Zénith Saint-Pétersbourg | Artyom Dziouba   | Zénith Saint-Pétersbourg | Aleksandr Belenov (en)           | FK Oufa                   |
| Meilleur jeune joueur | Meilleur jeune joueur    | Meilleur but     | Meilleur but             | Meilleur but                     | Meilleur arbitre          |
| Joueur                | Club                     | Joueur           | Club                     | Adversaire                       | Meilleur arbitre          |
| Khvicha Kvaratskhelia | Rubin Kazan              | Đorđe Despotović | FK Orenbourg             | Akhmat Grozny (1-1, 5 août 2019) | Vladislav Bezborodov (en) |

### Liste des 33 meilleurs joueurs
À l'issue de la saison, la fédération russe de football désigne les 33 meilleurs joueurs du championnat (ru).
Gardien
1. Igor Akinfeïev (CSKA Moscou)
2. Matvey Safonov (FK Krasnodar)
3. Anton Chounine (Dynamo Moscou)

Arrière droit
1. Mário Fernandes (CSKA Moscou)
2. Viatcheslav Karavaïev (Zénith Saint-Pétersbourg)
3. Sergueï Petrov (FK Krasnodar)

Défenseur central droit
1. Branislav Ivanović (Zénith Saint-Pétersbourg)
2. Andreï Semionov (Akhmat Grozny)
3. Samuel Gigot (Spartak Moscou)

Défenseur central gauche
1. Yaroslav Rakitskiy (Zénith Saint-Pétersbourg)
2. Gueorgui Djikiya (Spartak Moscou)
3. Uroš Spajić (FK Krasnodar)

Arrière gauche
1. Iouri Jirkov (Zénith Saint-Pétersbourg)
2. Ayrton Lucas (Spartak Moscou)
3. Douglas Santos (Zénith Saint-Pétersbourg)

Milieu droit
1. Alekseï Miranchuk (Lokomotiv Moscou)
2. Malcom (Zénith Saint-Pétersbourg)
3. Zelimkhan Bakaïev (Spartak Moscou)

Milieu central droit
1. Wílmar Barrios (Zénith Saint-Pétersbourg)
2. Roman Zobnine (Spartak Moscou)
3. Dmitri Barinov (Lokomotiv Moscou)

Milieu central gauche
1. Grzegorz Krychowiak (Lokomotiv Moscou)
2. Magomed Ozdoïev (Zénith Saint-Pétersbourg)
3. Mathias Normann (FK Rostov)

Milieu gauche
1. Wanderson (FK Krasnodar)
2. João Mário (Lokomotiv Moscou)
3. Alekseï Ionov (FK Rostov)

Attaquant droit
1. Sardar Azmoun (Zénith Saint-Pétersbourg)
2. Ievgueni Loutsenko (Arsenal Toula)
3. Eric Bicfalvi (Oural Iekaterinbourg)

Attaquant gauche
1. Artyom Dziouba (Zénith Saint-Pétersbourg)
2. Nikola Vlašić (CSKA Moscou)
3. Eldor Shomurodov (FK Rostov)

## Bilan de la saison
| Championnat de Russie de football 2019-2020 |                                     |
| Champion                                    | Zénith Saint-Pétersbourg (6e titre) |
| Dauphin                                     | Lokomotiv Moscou                    |
| Coupes et trophées                          |                                     |
| Vainqueur de la Coupe de Russie 2019-2020   | Zénith Saint-Pétersbourg            |
| Vainqueur de la Supercoupe de Russie 2019   | Lokomotiv Moscou                    |
| Qualifications continentales                |                                     |
| Ligue des champions de l'UEFA 2020-2021     | Zénith Saint-Pétersbourg            |
| Ligue des champions de l'UEFA 2020-2021     | Lokomotiv Moscou                    |
| Ligue des champions de l'UEFA 2020-2021     | FK Krasnodar                        |
| Ligue Europa 2020-2021                      | CSKA Moscou                         |
| Ligue Europa 2020-2021                      | FK Rostov                           |
| Ligue Europa 2020-2021                      | Dynamo Moscou                       |
| Promotions et relégations                   |                                     |
| Promus en première division                 | Rotor Volgograd                     |
| Promus en première division                 | FK Khimki                           |
| Relégués en deuxième division               | Krylia Sovetov Samara               |
| Relégués en deuxième division               | FK Orenbourg                        |